# Köpenhamns universitets symfoniorkester

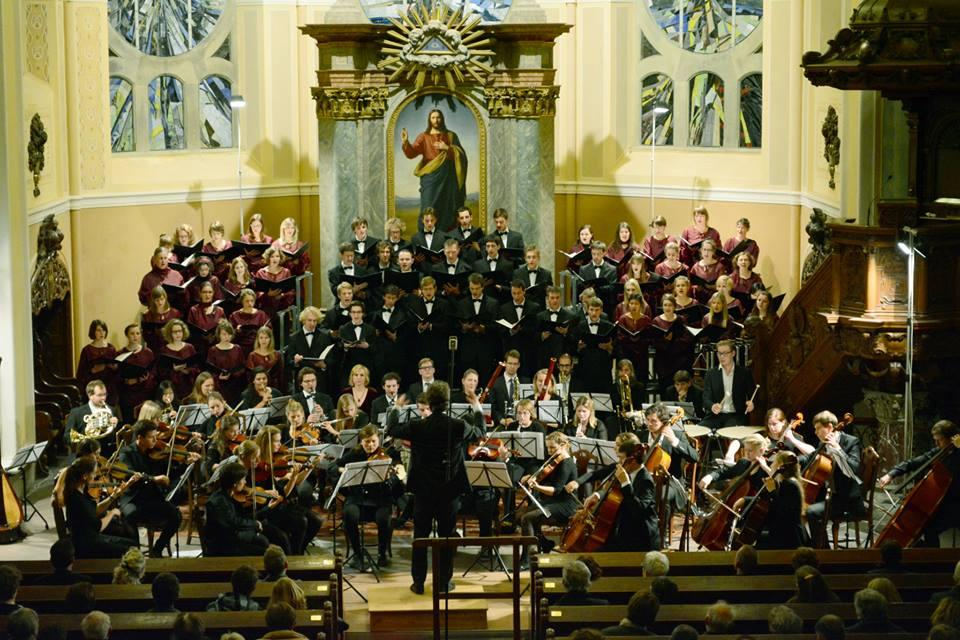
Köpenhamns universitets symfoniorkester tillsammans med Universitätschor Dresden i november 2013.

Köpenhamns universitets symfoniorkester, även kallad SymfUni, är en symfoniorkester tillknuten Köpenhamns universitet. Orkestern är baserad i Frederiksberg.

## Om orkestern
SymfUni grundades år 2007 av en grupp studerande. Idag (2014) består orkestern av 60 musiker, som är studerande från samtliga fakulteter vid Köpenhamns universitet, en stor grupp utbytesstuderande och en del studerande från andra universitet i Köpenhamnsregionen. Orkestern har samarbetat med olika körer, och våren 2012 reste orkestern till Nederländerna för att uppföra Niels W. Gades Elverskud med en studentkör från Nijmegen. I april 2015 deltog SymfUni i European Student Orchestra Festival i Leuven, Belgien.

## Repertoar
Orkestern har spelat ett flertal konserter runt om i Europa med en bred repertoar – allt från Beethoven till Bizet.
Hösten 2013 hade man ett samarbetsprojekt med Universitätschor Dresden, var man uppförde bland annat Förklädd gud av Lars-Erik Larsson och Vom Himmel hoch av Felix Mendelssohn.
Våren 2014 uppförde orkestern filmmusik, bland annat E.T. – Adventures on Earth och The Raiders March ("Indiana Jones Theme") av John Williams.
Vintern 2014 spelade orkestern bland annat i Koncertkirken på Nørrebro. I repertoaren ingick Aleksandr Borodins Polovtsiska danserna, Svansjön av Pjotr Tjajkovskij och pianokonsert nr 2 av Sergej Rachmaninov med Hugo Selles som solist.
Våren 2015 uppförde SymfUni bland annat Carl Nielsens Aladdin Suite och musik från Elverhøj av Friedrich Kuhlau på Katholieke Universiteit Leuven och i Vor Frelsers Kirke i Köpenhamn.

## Dirigenter
- 2007–2009 Frederik Støvring Olsen[8][9]
- 2009–2010 Kristoffer Kaas[10]
- 2010–2013 Jan Scheerer[11]
- 2013– Peter Piotr Gasior[12]